# Partido Suíço do Trabalho
O Partido Suíço do Trabalho (alemão: Partei der Arbeit der Schweiz; francês: Parti Suisse du Travail – Parti Ouvrier et Populaire; italiano: Partito Svizzero del Lavoro – Partito Operaio e Popolare; romanche: Partida svizra da la lavur) é um partido comunista na Suíça. Está associado ao grupo Esquerda Unitária Europeia/Esquerda Nórdica Verde no Parlamento Europeu , embora a Suíça não esteja na UE.